# Zerspanbarkeit von Kunststoff
Kunststoffzerspanung umschreibt die Bearbeitung von Kunststoffrohlingen durch Drehen, Fräsen, Bohren, Gewinden, Rändeln und Schleifen. Die damit gefertigten Teile bezeichnet man auch allgemeinhin als Kunststoff-Drehteile, die oft unsichtbar als Führungsbuchsen, Federeinstellungen, Dichtringe und Rollen für den zuverlässigen Betrieb von Maschinen und Geräten sorgen.

## Unterschied zur Metallzerspanung
Obwohl Analogien zwischen der spanenden Bearbeitung von Metallen und Kunststoffen bestehen, ist das Verhalten der Kunststoffe während des Spanens zu berücksichtigen, also die thermischen Eigenschaften dieser Werkstoffe (spezifische Wärme, Wärmeleitfähigkeit und Temperaturempfindlichkeit) und die ausgeprägte Abhängigkeit der mechanisch-technologischen Eigenschaften von der Temperatur und der Beanspruchungsgeschwindigkeit.
Gegenüber der Metallbearbeitung ist besonders zu berücksichtigen:
- Kunststoffe sind allgemein schlechte Wärmeleiter. Ihre Wärmeleitfähigkeit beträgt nur etwa 1/1000 der Wärmeleitfähigkeit von Kupfer bzw. etwa 1/125 der Wärmeleitfähigkeit von Stahl. Die Wärmeleitfähigkeit ist entscheidend bei Temperatur und Wärmeverteilung während der Zerspanung, insbesondere für die Wärmeabfuhr aus dem Bereich der Reibungsflächen zwischen Werkstoff und Schneidstoff. Die schlechte Wärmeleitfähigkeit der Kunststoffe führt zu einem intensiven Wärmestau im Werkstoff. Die Wärmeabfuhr erfolgt daher fast ausschließlich über das Werkzeug, dadurch kann bei bestimmten Schneidstoffen eine übermäßige thermische Beanspruchung auftreten, sodass z. B. ein dauernd im Schnitt stehendes Werkzeug aus Werkzeugstahl bei hohen Schnittgeschwindigkeiten an der Schneide ausglühen kann.
- Kunststoffe haben gegenüber Metallen eine geringere Wärmebeständigkeit. Bei Duroplasten tritt unter Wärmeeinwirkung über 180–200 °C ein Zersetzen und Verkohlen der Harze auf. Amorphe Thermoplaste erweichen bei Überschreiten der Einfriertemperatur (bei manchen Werkstoffen schon bei 50–60 °C) und teilkristalline Werkstoffe schmelzen bei Erreichen des Kristallschmelzbereiches. Die erzielbare Genauigkeit und Oberflächengüte der Werkstücke fallen bei Erreichen dieser Temperaturen merklich ab.

Kunststoffe weisen im Allgemeinen einen Unterschied zwischen der niedrigeren Zugfestigkeit gegenüber der höheren Druckfestigkeit bei üblichen Prüfbedingungen auf, d. h., dass Werkzeugformen, die bei der Bearbeitung eine Zugbelastung des Werkstoffes bewirken, die Zerspanungskräfte verringern und den Trennvorgang erleichtern. Andererseits weisen Kunststoffe eine deutliche Abhängigkeit der mechanisch-technologischen Eigenschaften von der Temperatur und der Belastungsgeschwindigkeit auf.
Mit steigender Temperatur fällt die Festigkeit der Werkstoffe ab, während die Dehnung zunimmt. Mit zunehmender Belastungsgeschwindigkeit dagegen steigt die Festigkeit, und die Dehnung nimmt ab. Abweichend vom Verhalten der Metalle, nimmt der Elastizitätsmodul mit wachsender Formänderungsgeschwindigkeit zu, Temperatur und Belastungsgeschwindigkeit sind somit entscheidend für das Verformungsverhalten und damit für die Art des Trennvorganges, die Spanentstehung und die Spanform.
Ein Werkstoff wird sich z. B. unter Voraussetzung gleicher Temperaturen mit steigender Schnittgeschwindigkeit zunehmend spröder verhalten, bis bei überkritischen Schnittgeschwindigkeiten an der Oberfläche des Werkstückes Ausbrüche auftreten. Da bei der Zerspanung von Kunststoffen ohnehin nur relativ geringe Schnittkräfte auftreten, muss bei der Wahl der Werkzeugform diesen Bearbeitungsgrenzen Beachtung geschenkt werden.
Den Kunststoffen werden oft Zusatz- und Hilfsstoffe beigemischt, die als Farbstoffe, Wärmestabilisatoren, Gleitmittel, Licht- und Alterungsschutzmittel o. ä. dienen und in gewissem Maße die Zerspanungseigenschaften beeinflussen. Am bedeutendsten sind hierbei Metalloxide, die häufig verschleißend auf die Werkzeuge wirken. Den meisten duroplastischen Werkstoffen sind Füll- bzw. Trägerwerkstoffe zugesetzt, die ebenfalls einen Werkzeugverschleiß bewirken, gefüllte thermoplastische Kunststoffe verhalten sich bei der Zerspanung wie die gefüllten Duroplaste.

## Faserverstärkte Kunststoffe
Faserverstärkte Kunststoffe sind metallischen Werkstoffen häufig überlegen, weil sie spezifisch fester und steifer als Metalle sind. Die vorwiegend endkonturnahe Herstellung der Bauteile, erlaubt eine kraftflussgerechte Konstruktion.
Die spanende Fertigung konzentriert sich bei faserverstärkten Kunststoffen insbesondere auf die Nacharbeitung der endformnahen Bauteile, es werden sehr häufig Nuten gefräst, Bohrungen oder Konturen durch Umfangsfräsen eingebracht. Drehbearbeitungsverfahren kommen bei stangenförmigen Rundprofilen zur Anwendung.
Während sich unverstärkte thermoplastische Kunststoffe relativ gut mit Werkzeugen aus Schnellarbeitsstahl bearbeiten lassen, muss bei faserverstärkten Materialien auf Hartmetallwerkzeuge, Werkzeuge mit Hartstoffbeschichtung oder PKD-Werkzeuge zurückgegriffen werden. Die Zerspanbarkeit der polymeren Verbundwerkstoffe wird wesentlich von der verwendeten Faserart bestimmt: Die sehr spröden Glas- und Kohlenstofffasern verlangen verschleißfeste Werkzeuge wegen der stark abrasiven Wirkung der Faserpartikel, die sehr zähe Aramidfasern dagegen eine spezielle Schneidengeometrie, andernfalls fransen die Fasern stark aus.
Wegen der geringen Wärmeleitfähigkeit und der niedrigen Schmelztemperaturen der Matrixwerkstoffe ist bei der Zerspanung von faserverstärkten Polymeren auf die geringstmögliche Wärmeerzeugung bei einer gleichzeitig guten Ableitung der entstehenden Wärme zu achten. Darum werden für ihre Zerspanung geringe Schnittkräfte angestrebt, da sonst Ablösungen im Faser-Matrixverbund (Delaminationen) auftreten.
Je nach Wahl von Werkstoff und Prozessparametern können Schädigungen an den eingebrachten Bohrungen auftreten. Bei einer Zerspanung mit hohem Vorschub entstehen Ausbrüche des Matrixwerkstoffes und Ausfransungen des Fasermaterials am Bohrungsrand, mit niedrigeren Vorschubwerten hingegen Werkstoffverklebungen auf der Spanfläche und der Spannut. Diese Materialverklebungen verstopfen die Spannut und können die Bearbeitungsqualität und die Prozesssicherheit erheblich beeinträchtigen und im Extremfall zu einem Werkzeugversagen führen.
Die Wärmeabfuhr ist an Hartmetallschneiden unerlässlich, Druckluftkühlung ist am geeignetsten. Mit Wasser und Emulsion kann nur dann gekühlt werden, wenn die Kunststoffe dabei nicht zu stark aufquellen. Sind die Kunststoffe aber stark quellend, so wird die spanend bearbeitete Oberfläche rau und rissig, da sie an der Schnittstelle wegen der erhöhten Temperatur stark Wasser aufnehmen. Kurze Späne und viel Staub stumpfen die Werkzeuge ab und durch die Verunreinigung der Maschinen besteht Explosionsgefahr. Kühlung mit Wasser ist für Acrylglas und Edelkunstharz üblich, jedoch für Zelluloid wegen Brandgefahr unabdingbar.
Eine Alternative zu den konventionellen Fertigungsverfahren Drehen und Fräsen ist das Drehfräsen, das eine Kombination beider Verfahren darstellt.

## Zahnersatz
Bei der Herstellung von Zahnersatz ist die Verarbeitung von Kunststoffen durch Fräsen oder Polymerisieren üblich. Bei den stereolithografischen Verfahren sind nur begrenzte Füllstoffgehalte möglich, Füllstoffe sind aber für das Erzielen hoher Festigkeiten unerlässlich. Für einige Applikationen (Schienen oder kieferorthopädische Geräte) ist dies nicht unbedingt erforderlich, für die Kronen- und Brückentechnik sind aber hohe Festigkeiten notwendig, welche nur durch hohe Füllstoffgehalte oder Fasern (Verbundwerkstoffe) erreicht werden können.
Halbzeuge (Rohlinge, Blanks) für das Fräsen können sehr hohe Füllstoffgehalte und/oder Fasern enthalten, was kritisch für den Verbund zur Kunststoffmatrix sein kann, da Fasern oder Partikel durch das Fräsen herausgebrochen bzw. gelockert werden könnten.